# John Campbell White

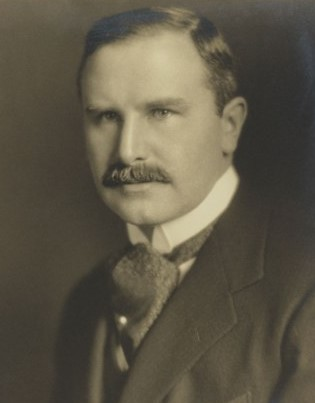
John Campbell White

John Campbell White (* 17. März 1884 in London; † 11. Juni 1967 in New York City) war ein US-amerikanischer Diplomat.

## Leben
John Campbell White war der Sohn von Margaret Sturtevant Rutherford und Henry White. Er heiratete am 9. April 1921 Elizabeth Moffat. Von 1903 bis 1906 besuchte er das Eton College.
1907 erwarb er den Master an der Harvard University und belegte einen Studiengang Rechtswissenschaft. Von 1906 bis 1907 war er Privatsekretär seines Vaters, des US-Botschafters in Rom und Paris. 1909 wurde er beim Saint Paul Dispatch beschäftigt. Von 1910 bis 1913 war er in der Redaktion der Baltimore Sun tätig.
Am 12. April 1914 wurde White zum Gesandtschaftssekretär dritter Klasse in Mexiko-Stadt ernannt, trat die Stelle aber nicht an. Am 22. Mai 1914 wurde er dem Generalkonsulat in Santo Domingo zugewiesen. Am 5. Februar 1915 wurde er Gesandtschaftssekretär dritter Klasse in Sankt Petersburg, wo er am 6. März 1915 ankam. Am 15. Mai 1916 wurde er nach Athen entsandt. Am 18. Dezember 1917 wurde er der Gesandtschaft in Tokio zugewiesen. Am 16. Mai 1918 wurde er Geschäftsträger in Bangkok. Am 18. August 1919 wurde er der Gesandtschaft in Warschau zugewiesen, wo er am 20. Dezember 1920 zum Gesandtschaftssekretär zweiter Klasse befördert wurde.
Am 16. Oktober 1920 wurde White ins Außenministerium berufen. Am 16. Mai 1921 wurde er nach Caracas entsandt, wo er mit Förderrechten für Mineralöl beschäftigt wurde. Am 26. Februar 1923 wurde er nach Prag entsandt, wo er am 1. Mai 1923 zum Gesandtschaftssekretär erster Klasse befördert wurde. Von 1928 bis 1933 war er an der Botschaft in Buenos Aires beschäftigt, von 1933 bis 1935 in Berlin und von 1936 bis 1940 in Kalkutta.
Am 19. Juni 1940 erhielt er Exequatur als Generalkonsul in Tanger, womit er, da die USA Signatarmacht der Algeciras-Konferenz waren, mit den Konsuln der anderen Signaturmächte vom 19. Juni 1940 bis zum 6. Januar 1941 die Regierung der internationalen Zone von Tanger bildete. Am 29. November 1940 wurde er zum außerordentlichen Gesandten und Ministre plénipotentiaire in Port-au-Prince ernannt, wo er am 14. März 1941 akkreditiert wurde. Am 23. März 1943 wurden die Gesandtschaften bei sieben lateinamerikanischen Regierungen, darunter die haitianische, zu Botschaften aufgewertet. Am 14. April 1943 legte er den entsprechenden Akkreditierungsbrief bei Élie Lescot vor und am 24. Februar 1944 verließ er den Posten. Am 29. Januar 1944 wurde er zum außerordentlichen Botschafter und Bevollmächtigten in Lima ernannt, wo er am 4. April 1944 akkreditiert wurde und am 17. Juni 1945 in den Ruhestand versetzt wurde.